# Odenville (Alabama)
Odenville é uma cidade  localizada no estado americano do Alabama, no Condado de St. Clair.

## Demografia
Segundo o censo americano de 2000, a sua população era de 1131 habitantes.
Em 2006, foi estimada uma população de 1225, um aumento de 94 (8.3%).

## Geografia
De acordo com o United States Census Bureau, a localidade tem uma área de 8,4 km², sem área coberta por água. Odenville localiza-se a aproximadamente 225 m acima do nível do mar.

## Localidades na vizinhança
O diagrama seguinte representa as localidades num raio de 24 km ao redor de Odenville.